# 馮鎵瀠
馮鎵瀠（英語：Naomi Fung，1984年12月27日—），香港演員、模特兒及台灣節目主持人。

## 簡歷
13歲開始客串電影演出，16歲參加雜誌Amoeba 比賽最後5強，晉身模特兒圈，18歲拍攝第一個廣告，19歲到台北國語日報進修，被星探邀請參加民視電視台水嫩美少女比賽，得第二名，入行後，曾簽約漢傳媒，與糖妹，Dear Jane 為同門師兄妹，後因公司重組，獨自到台灣發展，簽約 EMS魔兒經紀公司及宇琉采伊經紀公司，成為名模Akemi 及佐藤麻衣小師妹，及錦榮師姐。2008年曾與周秀娜一同為香港品牌one way 推出寫真年曆，回流香港後，成為華娛衛視教主來了 節目主持人，2012年拍攝個人寫真及主演電影，2016年從商，仍經常於電視台任嘉賓。

## 個人生活
曾與TVB男藝人李思捷傳出緋聞，現在為自由身全職模特兒、藝人。
童年就讀聖德肋撒幼稚園低班後，轉校至民生書院幼稚園，因收生要求，沒有就讀中班，直至入讀高班，幼稚園生涯只有兩年。
因表哥為電視台一線小生，從小已對娛樂圈產生濃厚興趣，中學二年級，同學母親於演員仲介公司任職，憑藉鏡頭前表現出色，因此獲得不少客串演出機會。
就讀夜校期間，日間修讀初級美容文憑，中學四年級，於時裝秀後台兼職，為走秀模特兒換衣服，當時有名模建議她參加比賽入行，從此加入模特兒圈。
成名後，公開承認為TVB一線小生林俊賢表妹，因家人年幼反對入娛樂圈，母親深怕會影響表哥名聲，而不敢對外談及親戚，及後，親自帶表姪女林鈺洧加入娛樂圈。
曾主持內地知名醫美節目，擁有催眠治療師證書，多項美容及紋繡文憑，熱愛美容打扮，曾為新報娛樂版稿寫個人專欄 “瀠繞你心”。
近年，投身美容業，開設紋繡店及美容院，更與友人合資於中環開設以賣魚蛋為綽頭的酒吧—魚蛋檔。
因男朋友參加ViuTV劇集《iswim》試鏡落選，被傳媒揭發小10歲男朋友Angus為演員陳漢娜胞弟。

## 電影
- 《喜愛夜蒲2》(主演)
- 《蒲李老祖》
- 我愛女人購物狂
- 愛情達人 (主演)
- 精裝追女仔2004
- 見鬼10
- 救命
- 我的野蠻男友
- 飛處雄獅之中環茶室兇殺案
- A1頭條
- 兄弟
- 甜絲絲
- 寶貝計劃
- 鈕扣人

## 主持
- 教主來了(華娛衞視)

## 網台節目
- 80s後雲遊世界
- Yo!TV 去吧！艇佬兵團

## 歌曲
- Naomi 《互相關注》

## 寫真集
- Naomi

## 外部連結
- 馮鎵瀠 Facebook page
- 馮鎵瀠的Instagram帳戶
- 馮鎵瀠的新浪微博